# Nephargynnis hondai
Nephargynnis hondai är en fjärilsart som beskrevs av Hayashi 1973. Nephargynnis hondai ingår i släktet Nephargynnis och familjen praktfjärilar. Inga underarter finns listade i Catalogue of Life.